# Neu Kosenow
Neu Kosenow (pol. hist. Koszonów) – gmina w Niemczech, wchodząca w skład Związku Gmin Anklam-Land w powiecie Vorpommern-Greifswald, w kraju związkowym Meklemburgia-Pomorze Przednie.